# 12580 Антоніні
12580 Антоніні (1999 RM33, 1978 WG16, 1994 VR8, 12580 Antonini) — астероїд головного поясу, відкритий 8 вересня 1999 року.
Тіссеранів параметр щодо Юпітера — 3,185.